# Babieca
Babieca är en legendarisk vit stridshäst som under trettio års tid bar Spaniens nationalhjälte El Cid  över slagfälten.
Babieca var en gåva från El Cids gudfar, en präst känd som Peyre Pringos eller "Fete Peter". Peyre Pringos lät El Cid välja fritt bland landets finaste unghästar som föddes upp av klostren. El Cid valde en ung kritvit hingst som såg väldigt alldaglig ut vilket fick prästen att utbrista "Babieca" som i stort sett betyder "Dummer". Detta fick därför bli hästens namn.
Babieca visade sig dock vara en otrolig stridshäst och troligtvis var han en Kastiliansk häst, en av de typer av hästar som senare skulle bli den spanska hästrasen Andalusier. Mankhöjden var bara en liten bit över 150 cm, men Babieca blev en tung och kraftig häst som var otorligt lättlärd och smidig. El Cid menade själv att Babieca hade "brio escondido" eller "dold glöd" och att han var otroligt modig och eldig.
Enligt legenden skulle El Cid stupa och skadas svårt under belägringen av Valencia år 1099. Han trodde att hans död skulle sänka soldaternas iver och lystenhet att strida så hans sista order innan han dog var att de skulle binda fast honom i sadeln i full rustning och stridspose och låta Babieca föra honom vidare i strid. Vid midnatt stod riddarna klädda i vitt med vita fanor och det sades att El Cids ansikte hade en övernaturlig glans under visiret. Bara åsynen av den spöklika riddaren på den krivita hästen fick morerna att fly i tron att El Cid hade uppstått från de döda.
Legenden är dock falsk och El Cid dog i sin säng innan striden. El Cid begravdes vi klostret San Pedro de Cardena och askan flyttades sedan till katedralen i Burgos. Ingen red Babieca efter detta och hästen dog två år senare, 40 år gammal.